# 2019년 북마케도니아 대통령 선거
2019년 북마케도니아 대통령 선거는 2019년 4월 21일 열린 북마케도니아의 대통령을 뽑는 선거이다. 1차 선거에서 어느 후보도 50% 이상의 득표를 얻지 못해 5월 5일 2차 선거를 열었다. 2차전 선거 결과 스테보 펜다로프스키 후보가 5% 정도의 차이로 승리하였다.

## 배경
이번 대통령 선거는 2018년 6월 17일 북마케도니아의 국호에 대한 협정인 프레스파 협정이 체결된 이후 처음으로 열린 선거이다. 같은 해 9월 30일 열린 전국 국민투표에서는 과반수의 유권자가 협정안에 동의하였으나 반프레스파 블록을 비롯한 주요 반대파가 보이콧을 선언하여 투표율이 50% 이하로 내려가 법적 구속력을 가지기 위한 정족수에 도달하지 못했다. 2019년 1월 11일 북마케도니아 의회에서 국호를 "북마케도니아"로 바꿀 지에 대한 헌법 개정안 안건이 상정되고 통과되었으나 내부 마케도니아 혁명 기구-마케도니아 국민통합민주당 (VMRO-DPMNE) 의원 8명(이 중 2명은 마케도니아 의회 폭력사태와도 연관)에 대해서 검은 목요일 당시 사건과 뇌물에 대해 사면하여 헌법 개정안 투표에 참여할 것을 결정하며 폭력사태가 발생하였다.
현직 대통령 조르게 이바노프는 국호 변경을 반대하며 국호 분쟁 문제에 대한 헌법 개정안 서명을 거부하였다. 하지만 북마케도니아 의회 대변인 탈라트 샤페리는 대통령 서명이 법적 효력에 큰 영향을 주지 않는다고 말했다.
국호 변경 문제에 관해서는 2017년 4월 이후 마케도니아 사회민주주의 동맹(SDSM) 및 알바니아계 민족정당 통합을 위한 민주연합이 지지하고 있다. 반대로 민족주의 계열 정당인 내부 마케도니아 혁명 기구-마케도니아 국민통합민주당은 NATO 가입은 지지하나 국호 변경을 반대한다.

## 후보 출마
VMRO-DPMNE 정당은 정당대회를 통해 고르다나 실리아노프스카다프코바를 대통령 후보로 지명하였다. 고르다나는 대통령에 취임할 시 옛 국호를 부활시킬 것이며 이에 대한 두 번째 국민투표를 열 것이라고 말했다. 마케도니아 사회민주주의 동맹에서는 국호 변경을 통해 유럽연합과 NATO에도 빠르게 가입하겠다고 공언한 스테보 펜다로프스키가 대통령 후보로 선출되었다.
알바니아계 민족정당들은 알바니아계이자 무소속으로 출마한 블레림 레카 후보를 지지하였다. 북마케도니아의 EU 가입 및 알바니아인을 포함한 북마케도니아의 다민족국가화를 주장하며 베샤 운동 및 알바니아계 연합이 블레림 레카 후보를 지지하였다.

## 여론조사
아래의 여론조사는 세 후보가 모두 후보등록을 마친 후 이뤄진 조사이다. 아래 여론조사 표의 숫자는 지지하겠다고 응답한 사람들의 비율이다.
1차 선거 이전
| 여론조사 날짜            | 여론조사 기관            | 표본 크기/조사 방법 | 스테보 펜다로프스키/SDSM | 고르다나 실리아노프스카다프코바/VMRO-DPMNE | 블레림 레카/AA,Besa | 지지율 차이 |
| ------------------------ | ------------------------ | ------------------- | ------------------------ | ------------------------------------------ | ------------------- | ----------- |
| 2019년 4월 8-14일        | Rating Agency            | 1,112/면대면 조사   | 45.5                     | 39.5                                       | 15.0                | 6.0         |
| 2019년 4월 7-11일        | IDSCS/Telma&MCMS         | 967/전화 조사       | 44.1                     | 38.1                                       | 17.8                | 6.0         |
| 2019년 4월 4-10일        | M-Prospect/MRT           | 1,197/전화 조사     | 43.2                     | 38.8                                       | 18.0                | 4.4         |
| 2019년 3월 10일-4월 10일 | Samerimpex Impulses/MCMS | 1,147/온라인 조사   | 50.4                     | 41.4                                       | 8.2                 | 9.0         |
| 2019년 3월 23-27일       | IPIS/Sitel               | 1,110/전화 조사     | 45.9                     | 42.7                                       | 11.3                | 3.2         |
| 2019년 3월 13-19일       | M-Prospect/Telma&MCMS    | 1,001/전화 조사     | 42.9                     | 38.4                                       | 18.7                | 4.5         |

2차 선거 이전
| 여론조사 날짜      | 여론조사 기관         | 표본 크기/조사 방법 | 스테보 펜다로프스키/SDSM | 고르다나 실리아노프스카다프코바/VMRO-DPMNE | 지지율 차이 |
| ------------------ | --------------------- | ------------------- | ------------------------ | ------------------------------------------ | ----------- |
| 2019년 3월 13-19일 | M-Prospect/Telma&MCMS | 1,001/전화 조사     | 55.3                     | 44.7                                       | 10.6        |

## 선거 결과
| 후보자                                      | 후보자                          | 정당            | 1차 선거  | 1차 선거 | 결선 선거 | 결선 선거 |
| 후보자                                      | 후보자                          | 정당            | 득표      | %        | 득표율    | %         |
| ------------------------------------------- | ------------------------------- | --------------- | --------- | -------- | --------- | --------- |
|                                             | 고르다나 실리아노프스카다프코바 | VMRO-DPMNE      | 323,709   | 42.84    | 377,713   | 44.73     |
|                                             | 스테보 펜다로프스키             | SDSM            | 319,224   | 42.24    | 436,212   | 51.66     |
|                                             | 블레림 레카                     | 무소속          | 79,921    | 10.58    |           |           |
| 무효표                                      | 무효표                          | 무효표          | 32,811    | 4.34     | 30,437    | 3.61      |
| 총 합                                       | 총 합                           | 총 합           | 755,655   | 100      | 813,915   | 100       |
| 등록된 유권자수                             | 등록된 유권자수                 | 등록된 유권자수 | 1,808,131 | 41.79    | 1,808,131 | 46.70     |
| 출처: SEC (북마케도니아 중앙선거관리위원회) |                                 |                 |           |          |           |           |